# شیشه گرم‌شونده

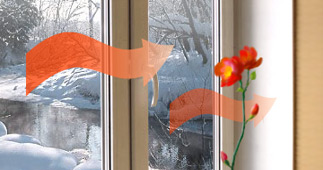

پنجره‌ها و شیشه‌های گرم شونده الکتریکی محصولات نسبتاً جدیدی هستند که به حل مشکلات در طراحی ساختمان‌ها و وسایل نقلیه کمک می‌کنند. ایده شیشه گرم شونده بر اساس استفاده از شیشه کنترل‌کننده انرژی، دارای بازدهی انرژی است که به طورکلی، شیشه سیلیکاتی ساده با روکش اکسیدهای فلزی ویژه است. روکش کنترل‌کننده انرژی، اتلاف حرارت را حدود ۳۰٪ کاهش می‌دهد. شیشه گرم شونده را می‌توان در انواع دستگاه‌های استاندارد پوشش شیشه از جنس چوب، پلاستیک، آلومینیوم یا فولاد بکار برد.
شیشه گرم شونده که بر اساس پوشش‌های کنترل‌کننده انرژی است، برای نخستین بار اوایل دهه ۱۹۸۰ میلادی در حجم بالا تولید شد. امروزه شیشه حرارتی در ساخت‌وساز بسیاری از انواع ساختمان‌ها و تولید انبوه وسایل نقلیه، کشتی‌ها و قطارها بکار می‌رود. شیشه گرم شونده دردسر و سایر معایب ناشی از ویژگی‌های عایق حرارتی کم شیشه سیلیکاتی را برطرف می‌کند. اثر «شیشه سرد» هنگام گرم شدن سطح شیشه‌ای از بین می‌رود. میعان ناشی از پوشش یخ و برف برطرف شده، اتلاف حرارتی پنجره جبران می‌شود و آسایش اتاق بهبود می‌یابد.
شیشه گرم شونده را می‌توان به عنوان سیستم اصلی گرمایش استفاده کرده و با گرمایش کف و سقف ترکیب کرد. چنین ترکیبی کمک می‌کند تا نرخ کلی اتلاف حرارت ساختمان کاهش یافته، در نتیجه هزینه‌های گرمایش کمتر می‌شود. همچنین، از آنجا که رادیاتورهای بزرگ زیر پنجره مورد نیاز نیستند، از منطقه فعال اتاق می‌توان به‌طور مؤثرتری بهره برد. در ابتدا، شیشه حرارتی از طریق کندو پرانی شیشه‌های معمولی تولید می‌شد و کیفیت پایدار را نمی‌شد تضمین کرد. در سال ۱۹۸۹ میلادی پیشرفت فنی صورت گرفت و تولید انبوه شیشه کنترل‌کننده انرژی آغاز شد و روکش شیشه طی فرایند تولید انجام شد.

## پنجره‌های استاندارد

### ساخت پنجره
پنجره‌ها نقش مهمی در آسایش اتاق دارند. در نتیجه، سطح شیشه ساختمان به‌طور مداوم افزایش می‌یابد. فناوری‌های پنجره همواره در حال پیشرفت است و امروزه استفاده از شیشه‌های کنترل‌کننده انرژی رایج است. علی‌رغم این پیشرفت، دمای پایین سطح شیشه‌ای هنوز هم در ساختمان‌های شیشه‌ای مشکل‌ساز است. شیشه گرم شونده حل مشکلات مربوط به دمای پایین سطح و افزایش قابل‌توجه سطح آرامش در اتاق را میسر می‌کند. شیشه گرم شونده را می‌توان در همه نوع سیستم شیشه‌ای ساخته‌شده از چوب، پلاستیک یا آلومینیوم بکار برد. شیشه گرم شونده و قاب‌های شیشه‌ای چندتایی را می‌توان در هر دو ساختار ثابت و بازشو استفاده کرد. جام‌های شیشه‌ای چندتایی ساخته‌شده از شیشه حرارتی ممکن است دارای یک یا دو محفظه باشد. استحکام و توانایی آن‌ها در کاهش چشمگیر انتقال حرارت، مزایای استفاده از قاب‌های شیشه‌ای چندتایی است.

### انتقال نور و اتلاف گرمایی پنجره‌ها
اگر دما در ساختمان بالاتر از دمای بیرون باشد، حرارت از طریق عناصر ساختمان نشت می‌کند. پنجره‌ها معمولاً آسیب‌پذیرترین عناصر ساختمان از نظر اتلاف گرمااست. اتلاف گرما از ساختارهای پنجره حدود ۲۰–۲۵٪ کل اتلاف گرما را تشکیل می‌دهد. عایق‌بندی حرارتی ساختارهای نیمه شفاف را می‌توان با افزایش تعداد شیشه‌ها و محفظه قاب‌های شیشه‌ای چندتایی بهبود بخشید، اما این کار به افزایش هزینه ساخت و کاهش انتقال نور منجر می‌شود. گزینه عاقلانه استفاده از شیشه کنترل‌کننده انرژی است که عملاً ازنظر انتقال نور مشابه شیشه معمولی است، اما انتقال گرما به داخل اتاق را نیز منعکس می‌کند. شاخص مهم توانایی شیشه در انعکاس تابش گرما است، قابلیت تشعشع (E) یا «ضریب انتشار» آن است. ضریب انتشار شیشه‌های معمولی ۰٫۸۳ است؛ این ضریب برای شیشه کنترل‌کننده انرژی می‌تواند بالغ بر ۰٫۰۳ باشد، به‌گونه‌ای که بیش از ۹۰٪ از حرارت انباشته به داخل اتاق منعکس خواهد شد. هر چه ضریب انتشار کمتر باشد ماده برای انعکاس گرما کارآمدتر است و گرمای بیشتری را ذخیره می‌سازد. برای مقایسه، ضریب انتشار یک قاب شیشه‌ای چندتایی با دو محفظه که از شیشه معمولی ساخته‌شده با ضریب انتشار یک قاب شیشه چندتایی با یک محفظه که با استفاده از شیشه کنترل‌کننده انرژی تولیدشده‌است، یکسان است. علاوه بر کارکردهای پربازده انرژی در فصول سرد سال، شیشه کنترل‌کننده انرژی می‌تواند حرارت مازاد فضای بیرون را در فصول تابستان منعکس کند؛ بدین ترتیب ضریب انتقال نور تا حد ناچیزی تحت تأثیر قرار می‌گیرد. عامل دیگر کاهش انتقال گرما از قاب‌های شیشه‌ای چندتایی استفاده از گازهای دارای رسانایی کم - آرگون یا کریپتون - برای پر کردن محفظه‌ها است. هم‌اکنون از قاب‌های شیشه‌های چندتایی دارای آرگون بیشتر استفاده می‌کنند که به کاهش اتلاف گرما تا ۱۰–۲۰٪ کمک می‌کند، هر چند هزینه قاب‌های شیشه‌ای چندتایی اندکی افزایش یافته‌است.

### تأثیر دمای سطح پنجره بر آسایش
وقتی افراد نزدیک یک پنجره با سطح سرد هستند، به دو دلیل احساس ناراحتی می‌کنند. نخست، پنجره خروج گرمای تولید شده از پوشش پوستی فرد را موجب می‌شود. دوم، یک پنجره سرد موجب گردش هوا مانند کوران هوا می‌شود. برای کاهش این عوامل، رادیاتورها همیشه زیر طاقچه‌های پنجره‌ها قرار می‌گیرد. تا زمانی که مردم می‌توانند احساس سرما و گرما کنند، درجه حرارت واقعی محیط تنها عاملی نیست که سطح کلی آسایش را تعریف می‌کند. در واقع، تأثیر انتقال گرمای سطوح اطراف بیشتر از دمای هوا است. اگر سطح پنجره سرد باشد، پس برای حفظ فضای آسایش لازم است دمای گرمایش بالا رود، اما این کار مصرف انرژی را نیز افزایش خواهد داد. مشکل پنجره سرد را می‌توان به‌طور مؤثری با کمک شیشه گرم شونده حل کرد. این پنجره‌ها امکان حفظ سطح آسایش و دمای مطلوب اتاق را فراهم می‌کند. اگر دمای سطوح اطراف دارای اهمیت یکسان باشد، دمای هوا را می‌توان دست‌کم ۱ درجه کاهش داد. به علاوه، نیازی به نصب رادیاتور ندارید و این فضای اضافی آزاد می‌شود. علاوه بر این، قاب‌های شیشه‌ای چندتایی ساخته‌شده از شیشه گرم شونده هنگام خاموشی مانند شیشه‌های معمولی کنترل‌کننده انرژی عمل می‌کند.

## شیشه گرم شونده و قاب‌های شیشه‌ای چندتایی ساخته‌شده از شیشه حرارتی

### ساختار شیشهگرم شونده
ایده شیشه گرم شونده بر اساس استفاده از شیشه کنترل‌کننده انرژی با بازدهی انرژی است که در آن روکش شیشه نقش عنصر حرارتی را ایفا می‌کند. می‌توان آن را در تولید قاب‌های شیشه‌ای چندتایی و به‌عنوان بخشی از شیشه سه لایه که به عنوان شیشه محافظ نیز عمل می‌کند، استفاده کرد. فرایند فنی تولید قاب‌های شیشه‌ای چندتایی ساخته‌شده از شیشه گرم شونده عملاً با فرایند تولید قاب‌های شیشه‌ای چندتایی معمولی یکسان است. تفاوت اصلی وجود منبع تغذیه و در صورت لزوم، حسگر دما است. حسگر دما امکان پیگیری دمای شیشه حرارتی را فراهم کرده و احتمال گرمایش بیش‌ازحد محصول را از بین می‌برد. برای جلوگیری از شوک، پوشش رسانا همیشه در داخل قاب شیشه‌ای چندتایی یا شیشه روکش شده قرار می‌گیرد. تنها شیشه ایمن با مقاومت بسیار بالاتر از مقاومت شیشه معمولی، در ساخت شیشه گرم شونده بکار می‌رود. وقتی شیشه سخت‌شده گسیخته می‌شود، تکه‌های آن بی‌خطر است. همچنین، روکش حامل جریان انسجام آن را از بین می‌برد و فیوز خودکار که منبع تغذیه شیشه را خاموش می‌کند، فعال می‌شود. الکترودها در داخل لایه قرار می‌گیرند و هیچ‌کس نمی‌تواند بدون تخریب این محصول به آن‌ها دسترسی یابد.

### کاربرد شیشه گرم شونده
شیشه حرارتی بیشتر برای گرم کردن پنجره‌ها استفاده می‌شود و به ویژه برای اتاق‌هایی مناسب است که افراد در خانه یا در محل کار زمان زیادی را نزدیک پنجره‌ها سپری می‌کنند. رایج‌ترین کاربرد شیشه حرارتی- پنجره‌های خانه‌های روستایی، ساختمان‌های اداری و همچنین سطوح بزرگ- در صفحات سرب اندود، سقف نیمه شفاف، پنجره‌های زیرشیروانی، سایبان‌ها و غیره است.
شیشه حرارتی برای مه‌زدایی و پیشگیری از نشستن شبنم بر روی پنجره‌های استخر، سونا و این قبیل ساختمان‌ها بکار می‌رود. تا جایی شیشه حرارتی دارای یک پوشش حامل جریان باشد، می‌توان از آن به‌عنوان حسگر سیستم‌های هشداردهنده استفاده کرد. وقتی شیشه گسیخته می‌شود، سیستم حفاظت فعال‌شده و منجر به فعال شدن سیستم هشدار می‌شود. این نوع محصول به‌طور گسترده در اهداف دارای استاندارد سخت‌گیرانه از لحاظ ایمنی بکار می‌رود: نیروگاه‌های هسته‌ای، ایستگاه‌های کنترل ناوبری هوایی، موزه‌ها، انبارهای خاص و غیره. شیشه گرم شونده در تولید پنجره‌های انواع مختلف وسایل نقلیه نیز بکار می‌رود: لکوموتیوهای دیزلی یا برقی، کشتی و قایق، انواع مختلف هواپیما و اتومبیل. یکی از نمونه‌های مشهور کاربرد شیشه حرارتی شیشه ضدگلوله است، زیرا پوشش شیشه‌ای محافظ بسیار ضخیم و عاری از شبنم است. استفاده از شیشه حرارتی به‌ویژه به‌عنوان بخشی از شیشه چندلایه ضدگلوله شیشه هوشمند با شفافیت متغیر ضروری است، زیرا گرمایش به‌طور قابل‌توجهی زمان واکنش ساختار کریستال‌های مایع را کاهش می‌دهد. انرژی مصرفی این محصولات به نوع استفاده بستگی دارد. به‌طورکلی قدرتی حدود۵۰–۱۰۰ وات در هر مترمربع پنجره برای حفظ دمای آسایش در اتاق و برای حفظ دمای سطح شیشه‌ای به میزان ۲۰+ تا ۳۰+ درجه کافی است. هنگام استفاده از شیشه گرم شونده به‌عنوان تنها منبع حرارت، حفظ دمای سطح شیشه در ۳۰+ تا ۴۵- درجه و توان ۱۰۰ تا ۳۰۰ وات برای ۱ مترمربع پنجره ضروری است. توان موردنیاز برای پنجره‌های خودرو به ۱٫۵ کیلووات در هر مترمربع یا بیشتر می‌رسد، به همین دلیل چنین استانداردهای سخت‌گیرانه‌ای از لحاظ کندوپرانی اجزای حامل جریان وجود دارد. توان حرارتی در حدود ۵۰۰–۷۰۰ وات در هر مترمربع شیشه برای تخلیه برف و کندن پوشش یخ از ساختار محافظ مات بیرونی در دماهای پایین و محیط‌های بادخیز لازم است.

## فناوری تولید
شیشه گرم شونده باروی هم قرار دادن دو یا چند ورق شیشه سیلیکاتی تولید می‌شود. پرکاربردترین فناوری‌ها فناوری‌های تولید پانل بر اساس مواد بکار رفته‌است که عبارتند از:
- EVA- لایه اتیلن وینیل استات با چسبندگی خوب به شیشه. مزایای مهم: هزینه پایین فیلم و تجهیزات. برای تولید آن تنها یک کوره ابتدایی با کیسه‌های خلأ مورد نیاز است. معایب: میزان بالای کدری، به‌ویژه پس از قرار دادن روکش چندلایه، باگذشت زمان زردی ظاهر می‌شود. EVA به‌خصوص در دماهای پایین مقاومت برشی کمی دارد؛ که منجر به جدایی لایه‌ها (لایه‌بندی) می‌شود.
- PVB- لایه پلی وینیل بوتیرال با نرخ بالای چسبندگی به شیشه. مزایای مهم: هزینه پایین تولید انبوه شیشه چندلایه، میزان ناچیز کدری، کیفیت بالای محصول. معایب: هزینه اولیه بالای تجهیزات. داشتن اتوکلاو، پرس برای فشردگی داغ اولیه، اتاق «تمیز» و کارکنان واجد شرایط ضروری است. علاوه بر این، سه لایه ساخته‌شده با کمک فناوری PVB را نمی‌توان در محیط مرطوب استفاده کرد.
- TPU- لایه پلی اورتان گرمانرم با میزان چسبندگی بسیار بالا به شیشه. مزایای مهم: میزان ناچیز کدری، غیر حساس به رطوبت، اثرات مکانیکی و سرمای شدید؛ کیفیت بسیار بالای محصول. معایب: هزینه بالای محصول و تجهیزات، داشتن اتوکلاو، اتاق «تمیز» و کارکنان واجد شرایط ضروری است.
- • پلیمرهای پخت شونده با نور (رزین‌ها)- به‌اصطلاح «فناوری درزگیری». مزایای مهم: هزینه کم رزین و تجهیزات. فقط یک کوره فرابنفش و حداقل تجهیزات اضافی برای تولید شیشه‌های چندلایه موردنیاز است. معایب: داشتن کارکنان واجد شرایط برای کار ضروری است. شیشه چندلایه تولیدشده با کمک این فناوری به اثر رطوبت و درجه حرارت حساس نبوده، دارای مقاومت برشی بالا است.